# Lemula viridipennis
Lemula viridipennis är en skalbaggsart som beskrevs av Holzschuh 1993. Lemula viridipennis ingår i släktet Lemula och familjen långhorningar. Inga underarter finns listade i Catalogue of Life.